# Home run
Et home run (også kaldet dinger, long ball, tater, four-bagger, etc.) er et af de mest kendte begreber i baseball og softball. En batter slår et home run, når han rammer bolden med battet og derved sender bolden ud over outfield fence, den mur som markerer grænsen for banen. Det er dog et krav, at bolden flyver mellem de to foul poles, som afgrænser den yderste del af banen.
Home runs er i dag blandt de absolut vigtigste og mest populære elementer af baseball og softball. Der er normalt ikke noget som et langt home run, der kan få tilskuerne til at juble på stadion.
Et home run forkortes HR.

## Typer
Et home run beskrives ofte ved antallet af point, som slaget scorer. Hvis der i forvejen står to spillere på baserne, vil disse spillere nemlig sammen med batteren få lov til at løbe uhindret over home plate og dermed score et point hver. Et home run uden mænd på base kaldes et solo home run. Med én mand på base kaldes det et two-run home run, med to mænd på base et three-run home run. Et home run med baserne fyldte kaldes et grand slam.
Hvis batteren når hele vejen rundt og scorer efter selv at have slået bolden i spil, kaldes det et home run, uanset om bolden rent faktisk er røget ud af banen. Hvis bolden bliver inden for banen, benævnes det et inside-the-park home run. Disse er dog yderst sjældne og er normalt resultatet af fejlskøn hos defensiven eller en bold, der tager et uventet hop. Fejlskøn eller uventede hop må dog ikke forveksles med en decideret error til defensiven, da en sådan betyder at batteren ikke noteres for et home run, men i stedet en single, double osv. selv om han sikkert når alle baser rundt.

## Historie
Før 1920 var home runs forholdsvis sjældne i baseball, da outfieldhegnene dengang stod på en større afstand end nu, og boldene var af dårligere kvalitet. Det var derfor svært for batterne at slå boldene ud af banerne, hvilket betød at trænere foretrak, at deres spillere fokuserede på at sende bolden i spil frem for at slå den så langt som muligt. Det var usædvanligt, at en spiller slog mere end 15 home runs i en sæson. Alt dette ændrede sig imidlertid i 1919, da legendariske Babe Ruth slog 29 home runs – endda som deltids pitcher. De følgende år begyndte Ruth at pitche mindre og spille mere som outfielder, hvilket resulterede i en sand offensiv eksplosion. Det tog ikke lang tid for resten af Major League Baseball at kopiere Ruths nyskabende, fulde sving. Siden 1920'erne er antallet af home runs pr. år vokset støt, omend med visse fluktuationer.
I mange år havde Babe Ruth rekorden for flest home runs i en sæson med 60, som han præsterede i 1927. I 1961 slog Roger Maris 61 home runs, men dette skete i en sæson med 162 kampe, hvor Ruth kun havde 154 at gøre godt med. Dette resulterede i stor furore, og der blev dermed sat tyk streg under home runs' centrale rolle i sportens bevidsthed. I mange år måtte Maris acceptere at se sin rekord forsynet med en asterisk, som forklarede, at Ruth stadig var indehaver af rekorden for 154 kampe.
Baseball var i 1998 vidne til et sandt home run-kapløb mellem Mark McGwire og Sammy Sosa, der begge smadrede Maris' hidtidige rekord. McGwire endte øverst på skamlen med hele 70 home runs. Der skulle dog kun gå tre år, før Barry Bonds slog 73 home runs i 2001.
Det har de seneste ti år været vidt diskuteret, om de voksende home run-tal kan tilskrives et formodet misbrug af anabolske steroider blandt professionelle spillere på alle niveauer.

## Rekorder

### Flest home runs i en sæson
1. Barry Bonds – 73 (2001)
2. Mark McGwire – 70 (1998)
3. Sammy Sosa – 66 (1998)
4. Mark McGwire – 65 (1999)
5. Sammy Sosa – 64 (2001)
6. Sammy Sosa – 63 (1999)
7. Roger Maris – 61 (1961)
8. Babe Ruth – 60 (1927)
9. Babe Ruth – 59 (1921)
10. Jimmie Foxx – 58 (1932)

### Flest home runs i karrieren
1. Barry Bonds – 762
2. Hank Aaron – 755
3. Babe Ruth – 714
4. Willie Mays – 660
5. Ken Griffey, Jr. – 630
6. Alex Rodriguez – 629
7. Sammy Sosa – 609
8. Jim Thome – 604
9. Frank Robinson – 586
10. Mark McGwire – 583

NB. Tallene ovenfor er fra slutningen af 2011-sæsonen.